# Kutajbi
Kutajbi (arabski: قطيبي [Quţaybī]) albo Szejkanat Kutajbi (arabski: مشيخة القطيبي [Mashyakhat al Quţaybī]) był administracją państwową w zachodniej części Protektoratu Adeńskiego. Był obszarem zależnym od Emiratu Dhala, teraz stanowi część Republiki Jemenu. W roku 1964 podczas Konfliktu Adeńskiego współplemiennicy Kutajbi zaatakowali brytyjskie wojsko na Wzgórzach Radfan. Za swe okrucieństwo w walce nazwani zostali "Czerwonymi Wilkami".